# وزنو
وزنو (به ایتالیایی: Vazzano) یک کومونه در ایتالیا است که در استان ویبو والنتیا واقع شده‌است.

## خصوصیات
وزنو ۱۹٫۹ کیلومترمربع مساحت و ۱٬۱۷۰ نفر جمعیت دارد.